# Grafheuvels Savelsbos

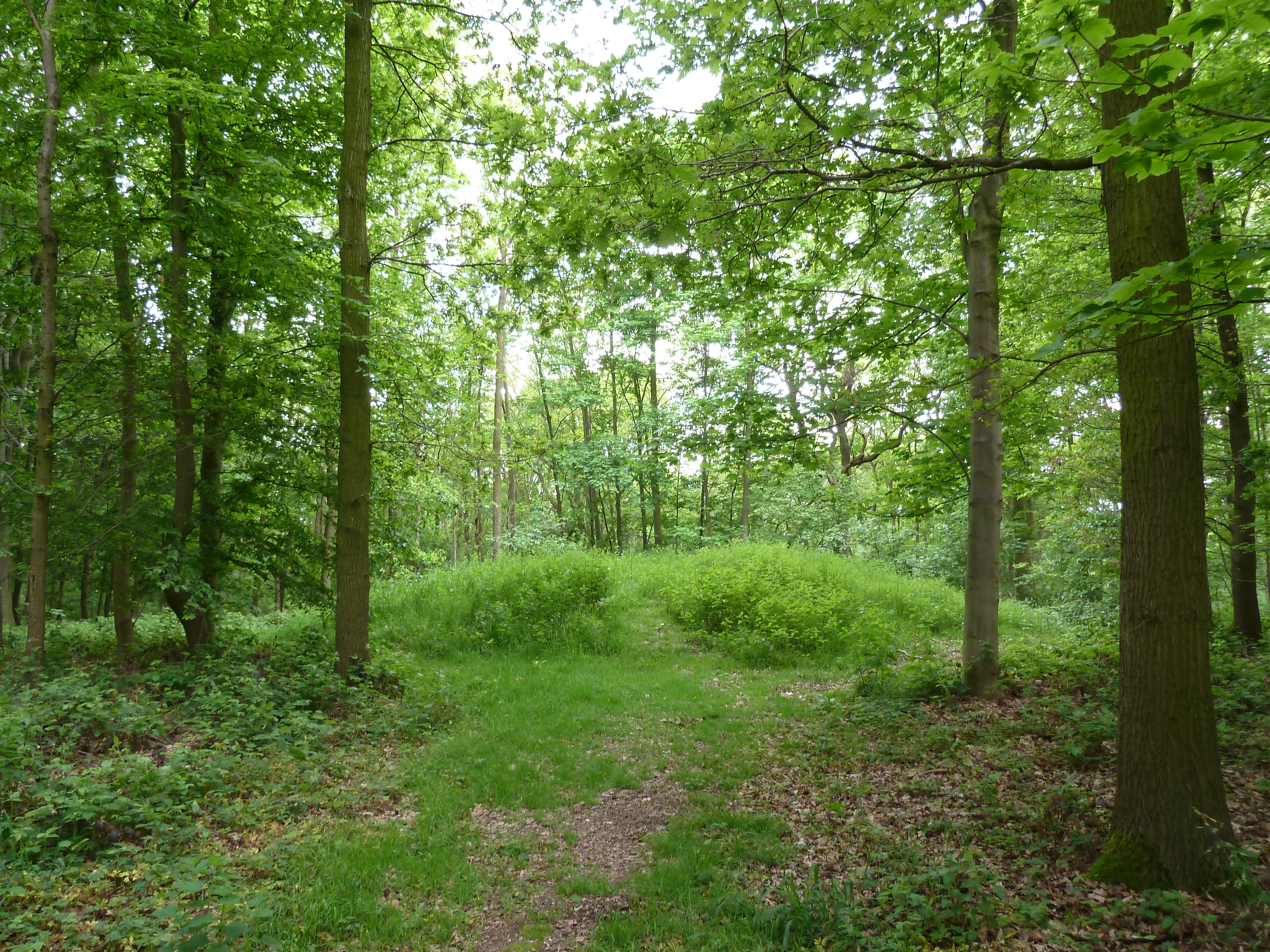
De gereconstrueerde grafheuvel

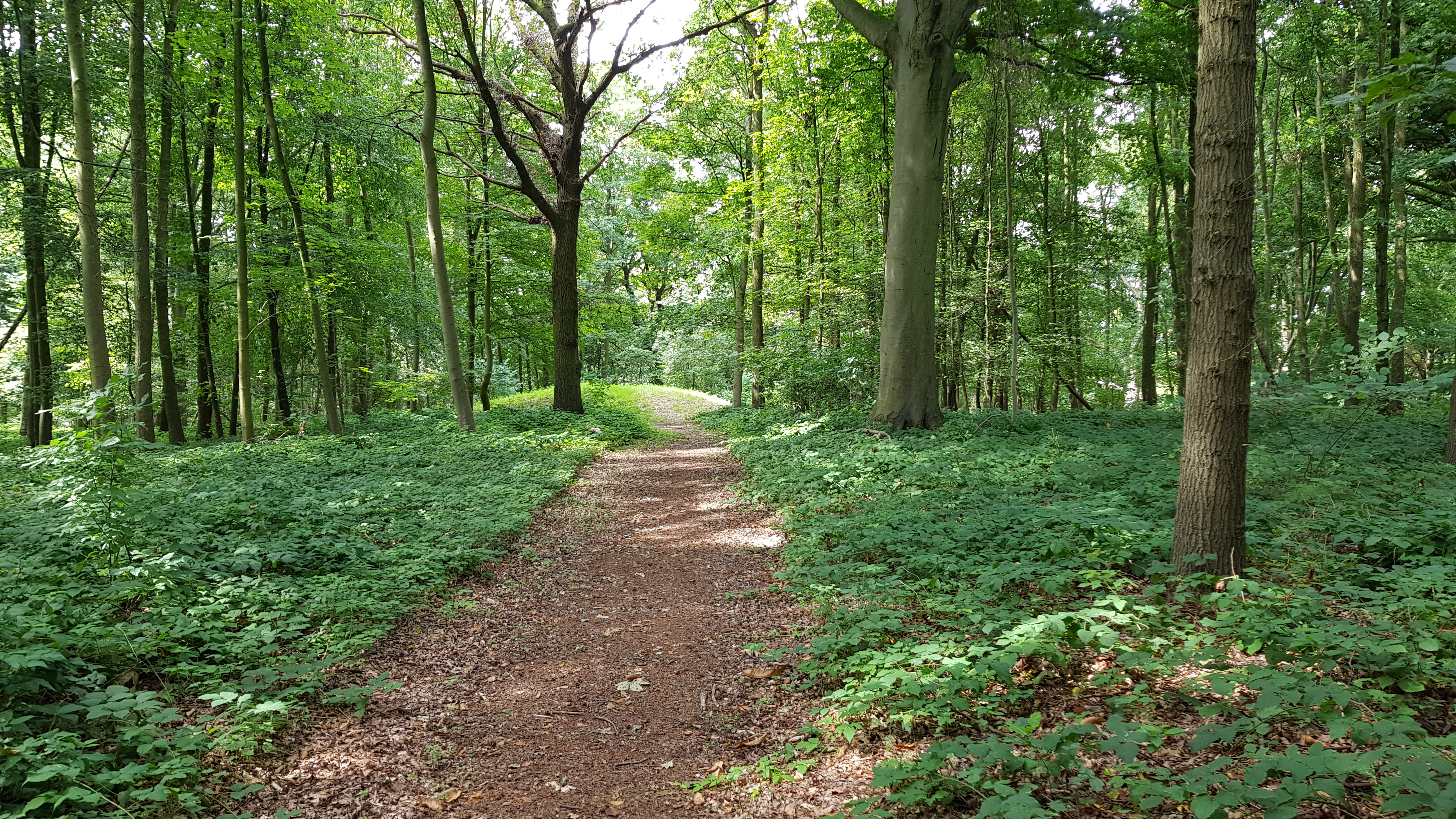
De gereconstrueerde grafheuvel

De grafheuvels in het Savelsbos zijn een zevental grafheuvels ten zuidoosten van Gronsveld in de Nederlandse gemeente Eijsden-Margraten. Van deze groep grafheuvels is er een gereconstrueerd. Deze grafheuvel ligt ten zuiden van de Savelsweg in het Savelsbos aan de westelijke rand van het Plateau van Margraten in de overgang naar het Maasdal. Ter plaatse duikt het plateau een aantal meter steil naar beneden.
Op ongeveer 100 meter naar het noorden liggen de Savelsberggroeve en Grindgroeve Savelsbos.

## Geschiedenis
In de bronstijd werden er hier zeven grafheuvels opgeworpen.
In 1926 werden de grafheuvels opgegraven en vond er onderzoek plaats. In de heuvels trof men een urn aan en krans van stenen aan met in het midden daarvan een stenen platform. Een van de zeven grafheuvels werd gereconstrueerd.